# Half-Life: Alyx
Half-Life: Alyx és un shooter en primera persona de realitat virtual (VR) desenvolupat i publicat per Valve al 2020. Situat entre els esdeveniments de Half-Life (1998) i Half-Life 2 (2004), els jugadors controlen Alyx Vance en una missió per apoderar-se d’una superarma pertanyent a la combinació alienígena. Els jugadors utilitzen la RV per interactuar amb el medi ambient i lluitar contra els enemics, utilitzant "guants de gravetat" per manipular objectes, de manera similar a la pistola de gravetat de Half-Life 2. Tornen els elements tradicionals de Half-Life, com ara trencaclosques amb físiques del joc, elements de combat, exploració i terror de supervivència.
L'anterior joc de Half-Life, Episode Two, es va publicar el 2007. Després de diversos intents fallits de desenvolupar altres projectes de <i id="mwHg">Half-Life</i>, Valve va començar a experimentar amb VR a mitjans de la dècada de 2010, reconeixent la demanda d’un joc de VR a gran escala. Van experimentar amb prototips utilitzant les seves diverses propietats intel·lectuals, com ara Portal, i van trobar que Half-Life s'adaptava millor a la realitat virtual. Alyx va entrar en producció completa amb el nou motor Source 2 de Valve el 2016, amb l'equip més gran de la història a aquest estudi.
Alyx es va publicar per a Windows al març de 2020 i per a Linux al maig de 2020, amb suport per a la majoria d'ulleres VR compatibles amb PC. Va rebre elogis pels seus gràfics, interpretació de veu, narrativa i atmosfera, i ha estat citat com la primera aplicació important de la tecnologia VR.

## Jugabilitat
Half-Life: Alyx és un joc de realitat virtual (VR) que admet tots els auriculars VR compatibles amb SteamVR, que inclouen Valve Index, HTC Vive, Oculus Rift, Oculus Quest i tots els auriculars de Windows Mixed Reality. Com que el joc es va dissenyar al voltant de la realitat virtual, Valve va afirmar que no hi havia plans per a una versió que no fos de realitat virtual. Half-Life: Alyx també admet modificacions d’usuari mitjançant Steam Workshop. Robin Walker de Valve va anticipar que els fans modificarien el joc per permetre-ho jugar sense equip de VR, i va afegir que Valve tenia curiositat per veure com reaccionarien els jugadors a aquesta versió. Una versió prèvia al llançament del joc es va filtrar per error a Steam que incloïa eines per a desenvolupadors que no són VR, que permeten interaccions com recollir objectes i disparar armes. No obstant això, la majoria de les interaccions bàsiques del joc, com prémer botons o omplir la motxilla d'Alyx, no es podrien completar amb la tecla "utilitzar".
El joc té lloc abans del retorn de Gordon Freeman a Half-Life 2. Els jugadors controlen l’aliat de Freeman, Alyx Vance, mentre ella i el seu pare Eli Vance lluiten contra el Combine, un imperi alienígena que ha conquerit la Terra. El dissenyador David Speyrer va dir que Alyx no era un joc episòdic ni una història secundària, sinó "la següent part de la història de Half-Life ", aproximadament de la mateixa durada que Half-Life 2.  Els jugadors utilitzen la RV per obtenir subministraments, utilitzar interfícies, llançar objectes i participar en combats. Igual que l’ arma de gravetat de Half-Life 2, els guants de gravetat permeten als jugadors manipular la gravetat. Hi ha elements tradicionals de Half-Life com ara exploració, trencaclosques, combats i història. Totes les armes es poden utilitzar amb una sola mà, ja que Valve volia que els jugadors tinguessin la mà lliure per interactuar amb el món en tot moment. Tot i que el joc és principalment un shooter en primera persona, afegeix elements del gènere de la supervivència i horror, ja que la salut i les municions són més escasses i inclou trobades aterridores per sorpresa.
Com passa amb qualsevol shooter en primera persona, el jugador té la capacitat de moure Alyx a través d’un nivell. Això es pot fer amb suport d' escala VR si el jugador té prou espai i es mou físicament per moure Alyx al joc. Alternativament, el jugador pot optar per utilitzar palanques analògiques als controladors de realitat virtual per moure Alyx (un mètode comú a la majoria de videojocs), per utilitzar un mètode de "teleportació" on el jugador assenyali al joc el lloc on es vol moure i el joc transporta Alyx allà, o un mode intermedi on, després de seleccionar el punt de destinació, el joc llisca Alyx allà, suavitzant la transició i donant l'oportunitat al jugador de mirar al seu voltant durant la mateixa. En el cas de l’opció de teleportació, el joc encara simula el moviment tot i que l’acció aparegui instantània i Alyx pot morir si és atacat o cau des d’una alçada massa gran.

## Argument
Half-Life: Alyx té lloc cinc anys abans dels esdeveniments de Half-Life 2. Després que Alyx (Ozioma Akagha) i el seu pare, el doctor Eli Vance (James Moses Black), siguin capturats pel Combine (els antagonistes de la història), el membre de la resistència Russell (Rhys Darby) rescata Alyx i li adverteix que Eli serà transportat a Nova Prospekt per ser interrogat. Alyx s'aventura a la Zona de Quarantena, una zona dins de la ciutat 17 contaminada amb vida alienígena, per interceptar el tren que transportava Eli. Al llarg del camí, coneix un excèntric Vortigaunt (Tony Todd) que al·ludeix a que Eli Vance pateix una mort prematura en el futur.
Alyx descarrila el tren després d’obrir-se camí per la Zona de Quarantena i el Vortigaunt rescata a Eli de caure de les restes. Eli adverteix a Alyx que va saber que els Combine emmagatzemaven una superarma guardada en una enorme "cofre flotant" a la zona de quarantena mentre estava detingut. Encarrega a Alyx que trobi el cofre i robi el contingut abans que Combine la pugui transferir a un lloc més segur. S'aventura per la Zona de Quarantena, lluitant amb diverses espècies d’extraterrestres Xen i soldats de Combine en el seu camí cap al cofre. Alyx és capaç d’apagar una central elèctrica mantenint el cofre flontant, descobrint que cada estació conté un Vortigaunt esclau obligat a canalitzar la seva energia cap al cofre. El Vortigaunt rescatat per Alyx promet que ell i la seva raça enderrocaran les centrals elèctriques restants.
Eli contacta amb Alyx i l’adverteix que el cofre no conté cap arma; en el seu lloc, era una presó construïda al voltant d'un complex d'apartaments per tal de contenir alguna cosa que va descobrir el Combine. El cofre es va fer levitar a la zona deserta com a mesura de contenció extrema. Alyx s'aventura, raonant que tot el que hi ha dins del cofre pot ajudar-los a combatre Combine. Quan s'acosta al cofre, Alyx escolta un científic (Kim Dickens) dir que el cofre conté un supervivent de l’ accident Black Mesa. Suposant que aquest supervivent seria Gordon Freeman (Eli), Alyx pretén rescatar-lo i estavella el cofre amb èxit a terra.
Abordant el cofre, troba el complex d’apartaments al voltant del qual es va construir, suspès en un estat altament surrealista; els dormitoris, les cuines i les sales d’estar es superposen l’un sobre l’altre i estranys fenòmens físics impregnen tot l'edifici, aparentment sota la influència de les pertorbacions espaciotemporals. Alyx navega pel contingut surrealista del cofre i descobreix una cel·la de presó al centre. Ella la trenca, esperant trobar a Freeman. No obstant això, en lloc d'alliberar el misteriós G-Man (Michael Shapiro), s'extreu a si mateix i a Alyx de la volta.
Com a recompensa, l’Home G ofereix els seus serveis a Alyx. Ella li demana que retiri el Combine de la Terra, però l'home G subratlla que aquesta sol·licitud contradiria els interessos dels seus "creadors". En lloc d’això, sotmet Alyx a un esdeveniment futur i li ofereix l’oportunitat de canviar el resultat de la mort d’Eli a mans del Dirigent de Combine al final de Half-Life: Episode Two. Alyx compleix, matant el dirigent i salvant el seu pare. L’Home G informa a Alyx que s'ha demostrat capaç de substituir Freeman, de qui l’Home G s'ha mostrat insatisfet a causa de la seva falta de voluntat / incapacitat per dur a terme la seva missió. Aleshores, l’Home G atrapa Alyx.
En una escena post-crèdits ambientada després de la destrucció del superportal Combine a Half-Life 2: Episode Two, Gordon recupera la consciència a la base del bosc blanc de la Resistencia. Eli és viu i el dirigent mort, però Alyx està desapareguda. El robot mascota d’Alyx, Dog, arriba al lloc amb la palanca de Gordon. Eli s'adona del que li ha passat a Alyx i declara la seva intenció de matar l’Home G i lliura la palanca a Gordon. L’Home G mira des de la distància.

## Antecedents
L’anterior joc de <i id="mwnQ">Half-Life</i>, Half-Life 2: Episode Two, es va publicar el 2007 i va acabar en un cliffhanger. L'episodi tres estava previst per al 2008, però es va retardar a mesura que el seu abast s'ampliava. Valve va acabar abandonant el desenvolupament episòdic, trobant-lo contrari a la seva creixent ambició. Després de diversos intents fallits de desenvolupar altres projectes de <i id="mwpw">Half-Life</i>, Valve va decidir completar el seu nou motor, Source 2, abans de començar un nou joc, ja que desenvolupar Half-Life 2 (2004) i el motor Source original alhora havia creat problemes .
Abans de l'anunci d'Alyx, tres escriptors clau de Half-Life, Marc Laidlaw, Erik Wolpaw i Chet Faliszek, van deixar Valve; els periodistes van prendre això, juntament amb el suport de Valve a altres franquícies, com un indicador que els nous jocs de Half-Life ja no estaven en desenvolupament. El dissenyador Robin Walker va culpar de la manca de progrés en l'estructura de gestió de Valve i va dir: "Vam decidir com a grup que tots seríem més feliços si treballéssim una cosa important, encara que no fos exactament el que volíem treballar".
El 2015, Valve va col·laborar amb la companyia electrònica HTC per desenvolupar el HTC Vive, un auricular de realitat virtual llançat el 2016. Valve va experimentar amb jocs de realitat virtual i el 2016 va llançar The Lab, una col·lecció de mini-jocs de realitat virtual. Valve va reconèixer que molts jugadors volien un joc VR AAA més ambiciós i va començar a explorar el desenvolupament d’un joc important per al Vive. Van desenvolupar diversos prototips, amb tres altres projectes de RV en desenvolupament el 2017. Van experimentar amb un joc de realitat virtual a la seva sèrie de trencaclosques Portal, però van trobar que els sistemes de portal desorientaven la realitat virtual i es van establir a Half-Life . Walker va dir que Half-Life 3 havia estat una "perspectiva terriblement descoratjadora", i l'equip veia la realitat virtual com una manera de tornar a la sèrie.

## Desenvolupament
Half-Life: Alyx va entrar en desenvolupament al febrer de 2016, i va entrar en producció completa més tard el 2016. L'equip, format per unes 80 persones, va ser el més gran de la història de Valve, i inclou Campo Santo, un estudi que Valve va adquirir el 2018. El motor Source 2 de Valve inclou un millor suport per a l'edició de nivells de col·laboració i VR i Valve planeja llançar un nou editor de nivells Hammer per a Source 2. Valve també té previst llançar un kit de desenvolupament de programari (SDK) Source 2 parcial per a les funcions actualitzades en una data posterior, amb el focus en el llançament i la compatibilitat amb Alyx.
Valve va construir prototips amb recursos de Half-Life 2 i va reduir els sistemes de joc a aquells que consideraven més adequats per a la realitat virtual. Un d’aquests prototips es va convertir en un minijoc a The Lab. Van trobar que els sistemes Half-Life eren un "ajustament sorprenentment natural" per a la realitat virtual, però que la realitat virtual afectava gairebé tots els aspectes del disseny; per exemple, disparar en VR, que requereix que el jugador posicioni físicament la mà a l'espai, és una experiència diferent de l'objectiu amb els controls tradicionals de ratolí i teclat. Segons Walker, "Tot això es desenvolupa en tots els aspectes del disseny de la mecànica, el disseny de nivells, el ritme i fins i tot coses com la freqüència de recollides de munició i la posada a punt de combat". La palanca, una arma icònica dels jocs anteriors de Half-Life, va ser omesa ja que Valve no podia fer que el combat cos a cos funcionés en VR, i perquè els jugadors la encallarien accidentalment en objectes del món del joc mentre es movien, creant confusió. A més, els jugadors van associar la palanca amb Gordon Freeman, el protagonista dels jocs anteriors; Valve volia crear una identitat diferent per a Alyx, retratant-la com una "pirata informàtica".
Quan es plantejaven les opcions per al moviment dels jugadors, Valve es va inspirar en el joc de Budget Cuts,, que utilitzava el teletransport per moure el jugador entre ubicacions. Van comprovar que mentre veien teletransportar-se a altres jugadors, els jugadors s'hi van acostumar ràpidament; segons Walker, "retrocedeix al fons de la vostra ment i us centreu molt més en el que esteu fent".
Entre els escriptors hi ha Jay Pinkerton, Sean Vanaman i Wolpaw (que va tornar a Valve com a contractista). Laidlaw, que va escriure conjuntament els jocs originals de Half-Life, va ajudar puntualment. Mike Morasky, compositor de Portal 2 i Team Fortress 2, va compondre per Alyx en consulta amb Kelly Bailey, compositor de jocs anteriors de Half-Life. Merle Dandridge va repetir el seu paper d'Alyx durant el desenvolupament inicial, però va ser substituïda per Ozioma Akagha, ja que Valve volia una veu més jove. Aquest canvi es va produir prou tard en el desenvolupament que la veu de Dandridge encara és present en algunes parts del tràiler del joc. Tot i que els jocs anteriors feien servir protagonistes silenciosos, Valve va descobrir que fer parlar Alyx millorava la narració. Altres actors inclouen James Moses Black com Eli, en substitució de Robert Guillaume que va morir el 2017 i Rhys Darby. Entre els actors que repeteixen s'inclouen Tony Todd (Vortigaunts), Mike Shapiro (l’ Home G) i Ellen McLain (Emissions de Combine). Els actors Cissy Jones (Olga) i Rich Sommer (Larry, Russell's Drone i Combine Soldiers) van ser escollits a proposta de Vanaman, que anteriorment havia treballat amb ells a Firewatch de Campo Santo.
Els membres de l'equip van subratllar que Alyx era "una entrada completa de la sèrie Half-Life " tant pel que fa al contingut com a la narrativa. Els dissenyadors de Valve Greg Coomer i Jason Mitchell van citar elements del joc de terror, comparant la por, la tensió, el ritme i el combat d'Alyx amb pel·lícules i jocs de terror com Resident Evil 4.
Sis mesos abans de la data prevista de llançament a mitjans de 2019, Valve va organitzar una prova de joc interna per a tots els empleats de la companyia. Tot i que el joc i el disseny van ser elogiats, la història, escrita per Rob Yescombe, autor de The Invisible Hours, va ser criticada amb rotunditat. Per corregir-ho, el joc es va endarrerir i l'equip de redacció de Wolpaw, que es va unir de nou a Valve específicament per solucionar la història, Vanaman i Pinkerton van rebre el repte de canviar completament la història del joc tot preservant el joc bàsic. El marc bàsic per a la història del joc sempre implicava que Alyx viatjés per City 17 per alliberar G-Man, però el final va quedar a mans dels escriptors. La decisió de finalitzar el joc amb un salt de temps va sorgir en haver de resoldre dos problemes: com donar una aposta a una precuela protagonitzada per personatges establerts les destinacions dels quals ja eren coneguts pel jugador; i el que un personatge que és essencialment un déu (l’Home-G) donaria al seu alliberador (Alyx). Els escriptors es van mostrar reticents a perseguir aquesta finalitat, ja que més o menys va desfer el cliffhanger qued urava des de fa 13 anys del final de l'Episodi Dos. Però a mesura que hi pensaven més, es van trobar intrigats per les preguntes que plantejava sobre el món del joc i sobre com s'impulsarà tota la història de Half-Life.

## Promoció i llançament
Valve va anunciar Half-Life: Alyx el novembre de 2019. Es va fer gratuït als propietaris de controladors o auriculars Valve Index. Per promocionar el joc, tots els jocs anteriors de la sèrie Half-Life es podrien jugar de franc a Steam des del gener del 2020 fins al seu llançament el 23 de març del 2020. Quan se li va preguntar sobre els plans per als futurs jocs de Half-Life, el dissenyador David Speyrer va dir que l'equip estava disposat, però que esperava la reacció a Alyx. Segons Walker, "Veiem absolutament Half-Life: Alyx com el nostre retorn a aquest món, no cpom el final del mateix". Les eines de suport de modificacions per al motor Source 2 i el suport de Steam Workshop per a Half-Life: Alyx es van publicar el 15 de maig de 2020. Valve va llançar una versió de Linux el 15 de maig de 2020, juntament amb la presentació del suport Vulkan per a les dues plataformes.

## Recepció
Half-Life: Alyx va rebre una "aclamació universal", segons l'agregador de revisions Metacritic. Revisors de publicacions com VG247, Tom's Hardware i Video Games Chronicle han dit que el joc és la " aplicació assassina " de VR. A l’abril de 2020, era un dels 20 millors jocs de PC de tots els temps basat en la puntuació agregada de Metacritic.
El tràiler de l'anunci es va veure més de 10 milions de vegades durant les primeres 24 hores de la seva publicació. Tot i que la majoria dels fans van expressar emoció, alguns es van decebre que el joc només estigués disponible en VR, un mercat petit però en creixement el 2019.
Abans del llançament del joc, Vic Hood de TechRadar deia: "Sens dubte, no és l'esperada Half-Life 3. Tanmateix, és agradable veure com Valve segueix un projecte de Half-Life, ja que la companyia no havia aclarit si mai veuríem una altra entrada de la sèrie. Però vivim per sempre amb l'esperança d'un Half-Life 3 ". L' executiu de Microsoft, Phil Spencer, va dir que va jugar el joc abans de l'anunci, qualificant-lo de "increïble". Kevin Webb, de Business Insider, va escriure que Alyx podria "despertar un nou interès en una indústria [VR] que ha lluitat per guanyar-se als jugadors hardcore". Andrew King, de USGamer, també va suggerir que Half-Life: Alyx seria el "make or break VR Moment Jesus" per a la comunitat de modding, si els jugadors estarien interessats i serien capaços d'utilitzar les eines proporcionades per Valve per produir noves creacions que aprofitessin l'espai VR, ja que la modificació dins l'espai VR tradicionalment havia estat difícil de treballar abans d'aquest punt.

### Vendes
El seu primer dia de llançament, Half-Life: Alyx tenia 43.000 jugadors simultanis. Segons l'analista de Niko Partners Daniel Ahmad, aquest va ser un llançament reeixit per als estàndards de VR, igualant Beat Saber en pic d'usuaris concurrents. No obstant això, Ahmad va assenyalar que era clar que "les xifres es mantenen a causa del requisit de VR".
Els auriculars, els controladors i les estacions base de Valve Index es van esgotar als Estats Units, Canadà i Europa al cap d’una setmana de l’anunci del joc. A mitjans de gener de 2020, es van esgotar a les 31 regions on es van oferir les unitats. Segons Superdata, Valve va vendre 103.000 unitats d’índex el quart trimestre del 2019 com a conseqüència dels anuncis d’Alyx en comparació amb el total de 149.000 venuts al llarg del 2019 i va ser l’auricular VR de més venda per a PC durant aquest trimestre. Tot i que Valve esperava subministrar diverses precomandes de l’índex a temps per al llançament d'Alyx, el brot de coronavirus a la Xina va limitar la seva cadena de subministrament.

### Premis
| Curs | Premi              | Categoria | Resultat | Ref. |
| ---- | ------------------ | --- | -------- | ---- |
| 2020 | Premis VR          | style="background: #98FB98; color: black; text-align: center; vertical-align: middle;" class="table-yes2"\| Guanyador | [ 75 ]   |      |
| 2020 | Els premis del joc | style="background:#ffbbbb; color: black; text-align: center; vertical-align: middle;" class="table-no2"\| Nominat     | [ 76 ]   |      |
| 2020 | Els premis del joc | style="background:#ffbbbb; color: black; text-align: center; vertical-align: middle;" class="table-no2"\| Nominat     | [ 76 ]   |      |
| 2020 | Els premis del joc | style="background: #98FB98; color: black; text-align: center; vertical-align: middle;" class="table-yes2"\| Guanyador | [ 76 ]   |      |
| 2020 | Els premis del joc | style="background:#ffbbbb; color: black; text-align: center; vertical-align: middle;" class="table-no2"\| Nominat     | [ 76 ]   |      |